# Christian Lollike
Christian Lollike (født 20. april 1973) er en dansk dramatiker og teaterinstruktør. Han har arbejdet som instruktør på Aarhus Teater fra 2005 frem til 2011. I dag er han leder på Sort/Hvid (tidligere Café Teatret) i København. Christian Lollike tager ofte udgangspunkt i aktuelle politiske begivenheder i sit arbejde.

## Karriere
Lollike gik på dramatikeruddannelsen ved Aarhus Teater 1998-2001.
I 2005 blev han ansat som dramatiker og instruktør på Aarhus Teater fra 2005. Her var han bl.a. med til skabe teaterforestillingen Nathan (uden titel), der blev skrevet til opførelse i Aarhus Domkirke. I juli 2011 tiltrådte han stillingen som kunstnerisk leder på Café Teatret i København.
Han har også skrevet stykket Det normale liv der er blevet opført i bl.a. Tyskland, Wien og Sverige, og forestillingerne Underværket eller The Re-Mohammed-tv show og Kosmisk Frygt eller den dag Brad Pitt blev paranoid, der er blevet opførst i Frankrig og Quebec, Canada.
Lollike blev meget omtalt med stykket Manifest 2083, der er baseret direkte på Anders Behring Breiviks manifest i forbindelse med terrorangrebene i Oslo og massakren på Utøya d. 22. juli 2011.
Lollikes nytolkning af klassikeren Erasmus Montanus af Ludvig Holberg blev opført i Aarhus Teater fra d. 10. februar 2017 til d. 11. marts 2017 og blev genopsat på Østre Gasværk Teater i København fra 18. januar - 9. februar 2018.
Madame Nielsen lavede sammen med Lollike  i 2018 stykket “Black Madonna", som vakte stor debat og blev kritiseret for at bruge racistiske stereotyper.

## Hæder
Christian Lollike er adskillige gange blevet nomineret til priser, hvoraf han har vundet flere af dem, bl.a. en Reumert i 2009 som Årets Dramatiker for Kosmisk Frygt og tre Reumertpriser i 2013: Årets Dramatiker for Skakten, Manifest 2083 og Kagefabrikken, Juryens Særpris for Manifest 2083 og Årets Forestilling for Skakten. I 2016 modtog Christian Lollike Teaterpokalen for sit arbejde med Living Dead.
Lollikes bearbejdelse af Erasmus Montanus til Aarhus Teater blev en stor kunstnerisk succes. Berlingske kårede den til årets bedste teaterforestilling. Derudover vandt forestillinger hele 3 priser til Årets Reumert. Heriblandt Årets Teaterforestilling 2017, Årets Mandlige Hovedrolle 2017 til Andreas Jebro og Årets Scenedesign 2017.

## Udgivelser og teateropsætninger
- Gensyn i Braunau, Midtvejsprojekt 1999, Udgivet på forlaget Drama i ”Seks danske enaktere”
- Operation: Luise og Ferdinand (efter Schiller), Aarhus Teater 2002, (nomineret til Reumertprisen som Årets Dramatiker)
- Pas på din lænestol!, DR 2003, radiospil
- Dom over skrig, Katapult 2004
- Faust og Reklamekabaretten, Aarhus Teater 2004
- Afrikas Stjerne med Louise W. Hassing, Bådteatret 2004
- Underværket – the re-Mohammed-ty show, Katapult og radiospil, DR 2005
- Himlen over os med Dejan Dukovski (efter Wim Wenders), Edison 2005
- Service Selvmord, Aarhus Teater 2006 (nomineret til Reumertprisen som Årets Dramatiker)
- Grace was here, dramatisering af von Triers Dogville, Kaleidoskop 2007
- Nathan (uden titel) (efter Lessing), Aarhus Teater 2007
- Kosmisk frygt eller den dag Brad Pitt fik paranoia, Aarhus Teater 2008
- Kødkarrusellen, Aarhus Teater (2009)
- Undskyld, gamle, hvor finder jeg tiden, kærligheden og den galskab der smitter…?
- Fremtidens historie, Det Kongelige Teater og Aarhus Teater 2009
- Romeo & Julie Aarhus Teater 2010
- Det normale liv, CaféTeatret og Aarhus Teater 2011
- Projekt Landbrug, CaféTeatret 2012
- Manifest 2083, CaféTeatret og Dramatikkens Hus, Oslo 2012
- Skakten, CaféTeatret og Aarhus Teater 2013
- Kagefabrikken, Det Kgl. Teater 2013
- All My Dreams Come True, CaféTeatret og Aarhus Teater 2013
- Erasmus Montanus, Århus Teater 2017
- Hospital, Aarhus Teater og Sort/Hvid (teater) 2018
- Revolution, Aarhus Teater og Sort/Hvid (teater) 2018
- Black Madonna, Sort/Hvid (teater) 2018
- Aladdin, eller Den forunderlige lampe, Det Kongelige Teater 2018
- Erasmus Montanus, Østre Gasværk 2019
- En fortælling om blindhed, Århus Teater, Teater Momentum og Sort/Hvid (teater) 2020-2021
- Sandmanden, Århus Teater, Holstebro Dansekompagni og Sort/Hvid (teater) 2022

## Priser, hædersbevisninger og legater
- 2003: Allenprisen
- 2003: Statens Kunstfond
- 2004: Statens Kunstfond
- 2005: Teater 1 Prisen
- 2006: Kunstrådets dramatikpulje
- 2007: Prix Europa
- 2009: Årets Reumert - Årets dramatiker
- 2013: Årets Reumert - Årets dramatiker, Årets Teaterforestilling, Juryens Særpris
- 2013: Håbets Pris
- 2016: Teaterpokalen
- 2017: Årets Reumert - Årets Teaterforestilling
- 2021: Årets Reumert - Årets særpris